# Universidade Vale do Rio Verde
A Universidade Vale do Rio Verde foi criada em 11 de novembro de 1965, pela Lei Estadual nº 3.540, sob a denominação Fundação Faculdade de Filosofia, Ciências e Letras de Três Corações. Em 1972, o nome da Fundação é modificado, passando para Fundação Tricordiana de Educação. Em 7 de setembro de 1990, passou a denominar-se Fundação Comunitária Tricordiana de Educação. Em 23 de setembro de 1997, o Decreto nº 39.079, que autorizou o funcionamento da Universidade Vale do Rio Verde de Três Corações – UninCor.
O Decreto estadual nº 40.229, de 29 de dezembro de 1998, publicado no Minas Gerais em 31.12.98, credenciou a Universidade Vale do Rio Verde, mantida pela Fundação Comunitária Tricordiana de Educação.

## Campi
Três Corações, São Gonçalo do Sapucaí, Caxambu, Betim e Belo Horizonte, além de extensões em Ibirité, Itaguara, Pará de Minas e Pitangui.